# Gotenkrieg (376–382)
Der Gotenkrieg von 376 bis 382 war ein Konflikt zwischen den vor den Hunnen über die Donau geflüchteten Goten und den Kaisern der Osthälfte des spätrömischen Reiches, Valens und (nach dem Tod des Valens) Theodosius I.

## Anfänge
Im Spätsommer/Herbst 376 waren die vor den Hunnen flüchtenden Terwingen nach einer formellen Kapitulation ins Römische Reich aufgenommen worden. Da die Terwingen auf ihrer Flucht nur begrenzte Vorräte hatten mitnehmen können, kam es bald zu Versorgungsengpässen. Die römische Ernte war bereits in die befestigten Städte verbracht worden und die Beamten versuchten mit überhöhten Preisen von der Not der Terwingen zu profitieren.

## Offener Aufstand
Als der römische Befehlshaber Lupicinus Truppen von der Donau abzog, um die Terwingen zu seinem Hauptquartier in Marcianopel zu drängen, nutzten Teile der ebenfalls an die Donau geflüchteten Greutungen die Gelegenheit, den Fluss zu überqueren. Die Terwingen marschierten langsam, so dass die Greutungen aufschließen konnten. Zum offenen Aufstand kam es, als Lupicinus bei einem diplomatischen Festessen versuchte, Alaviv und Fritigern, die Anführer der Goten, umbringen zu lassen. Die von Lupicinus eilig zusammengezogenen Truppen wurden von den Goten besiegt. Sie plünderten zunächst die Gegend um Marcianopel, griffen allerdings keine befestigten Städte an, da sie keine Belagerungstechniken beherrschten. Daraufhin überschritten sie das Balkangebirge und marschierten Richtung Adrianopel (heute Edirne, Türkei). Die dort stationierten gotischen Hilfstruppen liefen zu ihnen über.

## Krieg
Der Kaiser des Ostens, Valens, hatte Frieden mit Persien geschlossen, um Truppen aus Armenien abziehen zu können. Diese Truppen, angeführt von den Generälen Traianus und Profuturus, erreichten den Balkan im Sommer 377. Die Goten zogen sich daher auf das Gebiet nördlich des Balkangebirges zurück. Verstärkt durch Truppen aus dem westlichen Reichsteil, angeführt von Richomer, griffen die Römer die gotische Wagenburg bei Ad Salices an. Die Schlacht endete ohne klaren Sieger und mit schweren Verlusten auf beiden Seiten.
Die Römer verlegten sich nun darauf, die Pässe des Balkangebirges zu sichern, wobei die römische Taktik darauf abzielte, die Goten auszuhungern. Da sie jedoch in der Unterzahl waren und die Goten durch Gruppen von Hunnen und Alanen, die auf Beute hofften, verstärkt wurden, mussten sie sich zurückziehen, wodurch die Goten erneut die Gebiete südlich des Gebirges plündern konnten. Sie gelangten bis nach Konstantinopel, wurden dort aber von arabischen Hilfstruppen zurückgedrängt.

## Die Schlacht von Adrianopel
Hauptartikel → Schlacht von Adrianopel (378)
Anfang 378 sammelte der östliche Kaiser Valens seine Feldarmee in der Nähe von Konstantinopel. Der westliche Kaiser Gratian hatte versprochen, seine Feldarmee ebenfalls nach Thrakien zu führen, musste jedoch umkehren, als eine Gruppe von Alemannen den zugefrorenen Rhein überschritt.
Valens Generäle griffen bei Adrianopel gotische Plünderer an, was Fritigern veranlasste, den Hauptteil seiner Truppen dorthin zu beordern. Als im August trotz wiederholter Versprechen noch immer keine Truppen aus dem Westen kamen, entschied sich Valens die Schlacht ohne Gratian zu wagen, um ihm keinen Anteil am Sieg zu lassen. Seine Truppen marschierten in Schlachtordnung nach Adrianopel. In der Nacht vom 8. zum 9. August sandte Fritigern ein Friedensangebot, welches Valens ablehnte. Die römische Armee marschierte in der Dämmerung nach Norden und erreichte um 14 Uhr die gotische Wagenburg.
Als man nach zwei weiteren Friedensangeboten bereits im Begriff war, Geiseln auszutauschen, begannen zwei Regimenter des römischen Rechten Flügels ohne Befehl die Goten anzugreifen. Der linke Flügel der Römer war zu Beginn noch nicht vollständig formiert, kam aber zu Anfang am schnellsten voran. Die Römer hatten allerdings nicht mit dem Eingreifen der greutungischen Kavallerie gerechnet, unter deren Ansturm der linke Flügel nun zusammenbrach und somit die Flanke des römischen Zentrums freigab. Die schwere Infanterie dort war viel zu eng formiert, um sich gegen die Kavallerie zur Wehr zu setzen. Der Kaiser Valens starb mit zwei Dritteln seiner Armee auf dem Schlachtfeld.

## Restlicher Kriegsverlauf
Den Goten stand nach der Schlacht von Adrianopel der gesamte Balkan offen. Sie marschierten zunächst Richtung Konstantinopel. Sie hatten allerdings immer noch keine Möglichkeit, befestigte Städte einzunehmen. Da sie weiterhin auf Plünderung angewiesen waren, um sich zu versorgen, verlegten sie ihre Operationen nun nach Illyrien, Dakien und Moesien.
Die Terwingen und Greutungen trennten sich nun voneinander. Die Greutungen unter Alatheus und Saphrax wurden in Pannonien von Gratians Truppen besiegt. Die Terwingen unter Fritigern zogen nach Thessalien und Makedonien. Der neue östliche Kaiser Theodosius I. versuchte sich ihnen im Sommer 380 entgegenzustellen, scheiterte zunächst aber. Erst durch die von Gratian zu Theodosius gesandten Verstärkungen konnten die Terwingen im Sommer 381 nach Thrakien zurückdrängt werden.

## Friedensvertrag
Am 3. Oktober 382 schloss Theodosius mit den Goten einen Friedensvertrag, dessen genauer Inhalt nur schwer zu rekonstruieren und in der Forschung auch umstritten ist (siehe Artikel Theodosius I.). Der Gotenvertrag sicherte den Goten ohne formelle Unterwerfung (Deditio) Land zwischen der Donau und dem Balkangebirge zu. Damit waren sie nach dem Römischen Gesetz der Constitutio Antoniniana einem Römer gleichgestellt. Sie blieben unter der Herrschaft ihrer eigenen Fürsten, waren frei von Steuerpflichten und hatten im Rahmen ihres Foederatenstatus Militärhilfe zu leisten.